# Championnat de Finlande de hockey sur glace 1979-1980
Saison précédente Saison suivante
La saison 1979-1980 est la quatrième saison de la SM-Liiga.
Le TPS Turku gagne la saison régulière mais c'est le HIFK qui remporte les séries et son premier titre depuis la création de la SM-liiga.

## Déroulement
La saison régulière est disputée entre dix équipes qui jouent chacune 36 matchs soit quatre confrontations directes avec chacune des autres équipes, deux à domicile et deux à l'extérieur. À l'issue de la saison, les quatre meilleures équipes jouent les séries éliminatoires pour déterminer le champion de Finlande.
Les deux dernières équipes du classement disputent un barrage de relégation contre les meilleures équipes de 1. Divisioona.

## Saison régulière

### Classement
|    | Équipe              | PJ | V  | N | D  | BP  | BC  | Diff | Pts |
| -- | ------------------- | -- | -- | - | -- | --- | --- | ---- | --- |
| 1  | TPS Turku           | 36 | 21 | 8 | 7  | 207 | 141 | +66  | 50  |
| 2  | HIFK                | 36 | 26 | 4 | 6  | 210 | 126 | +84  | 56  |
| 3  | Kärpät Oulu         | 36 | 18 | 6 | 12 | 193 | 154 | +37  | 42  |
| 4  | Ässät Pori          | 36 | 18 | 5 | 13 | 190 | 168 | +22  | 41  |
| 5  | Tappara Tampere     | 36 | 15 | 6 | 15 | 170 | 169 | +1   | 36  |
| 6  | Lukko Rauma         | 36 | 15 | 4 | 17 | 184 | 190 | -6   | 34  |
| 7  | Kiekko-Reipas Lahti | 36 | 14 | 4 | 18 | 151 | 153 | -2   | 32  |
| 8  | Ilves Tampere       | 36 | 11 | 8 | 17 | 151 | 189 | -38  | 30  |
| 9  | Jokerit Helsinki    | 36 | 11 | 4 | 21 | 151 | 199 | -48  | 26  |
| 10 | KooVee Tampere      | 36 | 4  | 2 | 30 | 153 | 302 | -149 | 10  |

Le Jokerit Helsinki conserve sa place dans la SM-liiga alors que le KooVee Tampere est relégué en 1. Divisioona au profit du SaiPa Lappeenranta à l'issue des barrages.

### Meilleurs pointeurs
Cette section présente les meilleurs pointeurs de la saison régulière.
| #  | Joueur            | Équipe          | B  | A  | Pts |
| -- | ----------------- | --------------- | -- | -- | --- |
| 1  | Matti Hagman      | Ässät Pori      | 37 | 50 | 87  |
| 2  | Reijo Leppänen    | HIFK            | 29 | 39 | 68  |
| 3  | Jouni Rinne       | Ässät Pori      | 23 | 44 | 67  |
| 4  | Veli-Pekka Ketola | Tappara Tampere | 22 | 38 | 60  |
| 5  | Ismo Villa        | Ässät Pori      | 33 | 26 | 59  |
| 6  | Juhani Wallenius  | Kärpät Oulu     | 34 | 24 | 58  |
| 7  | Arto Javanainen   | Lukko Rauma     | 28 | 29 | 57  |
| 8  | Martti Jarkko     | HIFK            | 16 | 39 | 55  |
| 9  | Mikko Leinonen    | KooVee Tampere  | 32 | 20 | 52  |
| 10 | Hannu Kapanen     | Ässät Pori      | 17 | 34 | 51  |

## Séries éliminatoires

### Tableau final
Les séries se jouent au meilleur des 5 rencontres.
Le match pour la troisième place se joue au meilleur des trois rencontres.
|  | Demi-finales | Demi-finales |                        |   | Finale | Finale |
|  | Demi-finales | Demi-finales |                        |   | Finale | Finale |
|  |              |              |                        |   |        |        |
|  |              |              |                        |   |        |        |
|  |              |              |                        |   |        |        |
|  | TPS Turku    | 1            |                        |   |        |        |
|  | TPS Turku    | 1            |                        |   |        |        |
|  | Ässät Pori   | 3            |                        |   |        |        |
|  | Ässät Pori   | 3            | Ässät Pori             | 0 |        |        |
|  |              |              | Ässät Pori             | 0 |        |        |
|  |              | HIFK         | 3                      |   |        |        |
|  | HIFK         | HIFK         | 3                      | 3 |        |        |
|  | HIFK         |              |                        | 3 |        |        |
|  | Kärpät Oulu  | 1            |                        |   |        |        |
|  | Kärpät Oulu  | 1            | Match pour la 3e place |   |        |        |
|  |              |              |                        |   |        |        |
|  |              |              |                        |   |        |        |
|  |              |              |                        |   |        |        |
|  | Kärpät Oulu  | 2            |                        |   |        |        |
|  | Kärpät Oulu  | 2            |                        |   |        |        |
|  | TPS Turku    | 0            |                        |   |        |        |
|  | TPS Turku    | 0            |                        |   |        |        |

### Détail des scores
Demi-finales
| Équipe     | Score | Équipe     | Note               |
| ---------- | ----- | ---------- | ------------------ |
| TPS Turku  | 6-1   | Ässät Pori |                    |
| Ässät Pori | 6-3   | TPS Turku  |                    |
| TPS Turku  | 3-4   | Ässät Pori | Après prolongation |
| Ässät Pori | 9-2   | TPS Turku  |                    |

| Équipe      | Score | Équipe      | Note               |
| ----------- | ----- | ----------- | ------------------ |
| HIFK        | 4-3   | Kärpät Oulu | Après prolongation |
| Kärpät Oulu | 3-1   | HIFK        |                    |
| HIFK        | 6-3   | Kärpät Oulu |                    |
| Kärpät Oulu | 2-4   | HIFK        |                    |

Match pour la troisième place
| Équipe      | Score | Équipe      | Note |
| ----------- | ----- | ----------- | ---- |
| TPS Turku   | 2-12  | Kärpät Oulu |      |
| Kärpät Oulu | 8-7   | TPS Turku   |      |

Finale
| Équipe     | Score | Équipe     | Note |
| ---------- | ----- | ---------- | ---- |
| HIFK       | 7-5   | Ässät Pori |      |
| Ässät Pori | 2-4   | HIFK       |      |
| HIFK       | 6-5   | Ässät Pori |      |

## Trophées et récompenses
| Kanada-malja : Champion de Finlande             | HIFK                             |
| Trophée Kalevi-Numminen : Meilleur entraîneur   | Jorma Rikala (HIFK)              |
| Trophée Jarmo-Wasama : Meilleur joueur recrue   | Pekka Arbelius (Kärpät Oulu)     |
| Trophée Matti-Keinonen : Meilleur ratio +/-     | Reijo Leppänen (TPS Turku)       |
| Trophée Raimo-Kilpiö : Joueur le plus fair-play | Jari Laiho (Lukko Rauma)         |
| Trophée Urpo-Ylönen : Meilleur gardien de but   | Jorma Valtonen (TPS Turku)       |
| Trophée Pekka-Rautakallio : Meilleur défenseur  | Reijo Ruotsalainen (Kärpät Oulu) |
| Trophée Aarne-Honkavaara : Meilleur buteur      | Matti Hagman (HIFK)              |
| Trophée Veli-Pekka-Ketola : Meilleur pointeur   | Matti Hagman (HIFK)              |